# Chathamisis ramosa
Chathamisis ramosa är en korallart som först beskrevs av Sydney John Hickson 1904.  Chathamisis ramosa ingår i släktet Chathamisis och familjen Isididae. Inga underarter finns listade i Catalogue of Life.